# Polyspora longicarpa
Polyspora longicarpa là một loài thực vật có hoa trong họ Theaceae. Loài này được (Hung T. Chang) C.X. Ye ex B.M. Barthol. & T.L. Ming mô tả khoa học đầu tiên năm 2005.